# Atrichopogon fulviventris
Atrichopogon fulviventris är en tvåvingeart som beskrevs av Santos Abreu 1918. Atrichopogon fulviventris ingår i släktet Atrichopogon och familjen svidknott.
Artens utbredningsområde är Kanarieöarna. Inga underarter finns listade i Catalogue of Life.